# Laurence Olivier Award for Best Musical Revival
Der Laurence Olivier Award for Best Musical Revival (deutsch: Laurence Olivier Auszeichnung für die beste Musical-Wiederaufnahme) ist ein britischer Theater- und Musicalpreis, der erstmals 1991 vergeben wurde.

## Geschichte und Hintergrund
Die Laurence Olivier Awards werden seit 1976 jährlich in zahlreichen Kategorien von der Society of London Theatre vergeben. Sie gelten als höchste Auszeichnung im britischen Theater und sind vergleichbar mit den Tony Awards am amerikanischen Broadway. Ausgezeichnet werden herausragende Darsteller und Produktionen einer Theatersaison, die im Londoner West End zu sehen waren. Die Nominierten und Gewinner der Laurence Olivier Awards „werden jedes Jahr von einer Gruppe angesehener Theaterfachleute, Theaterkoryphäen und Mitgliedern des Publikums ausgewählt, die wegen ihrer Leidenschaft für das Londoner Theater“ bekannt sind. Eine der Preiskategorien ist der Laurence Olivier Award for Best Musical Revival. Er wird seit 1991 vergeben und hieß von 1997 bis 2007 Laurence Olivier Award for Outstanding Musical Production.

## Gewinner und Nominierte
Die Übersicht der Gewinner und Nominierten listet pro Jahr die nominierten Musicals, ihre Librettisten, Komponisten und Liedtexter. Der Gewinner eines Jahres ist grau unterlegt und fett angezeigt.

### 1991–1999
| Jahr                                         | Musical                           | Buch                          | Musik                         | Liedtexte            |
| 1991                                         |                                   |                               |                               |                      |
| -------------------------------------------- | --------------------------------- | ----------------------------- | ----------------------------- | -------------------- |
| 1991                                         | Show Boat                         | Oscar Hammerstein II          | Jerome Kern                   | Oscar Hammerstein II |
| 1991                                         | The Fantasticks                   | Tom Jones                     | Harvey Schmidt                | Tom Jones            |
| 1991                                         | The Rocky Horror Show             | Richard O’Brien               | Richard O’Brien               | Richard O’Brien      |
| 1992                                         |                                   |                               |                               |                      |
| The Boys from Syracuse                       | George Abbott                     | Richard Rodgers               | Lorenz Hart                   |                      |
| Joseph and the Amazing Technicolor Dreamcoat | Frank Dunlop                      | Andrew Lloyd Webber           | Tim Rice                      |                      |
| 1993                                         |                                   |                               |                               |                      |
| Carousel                                     | Oscar Hammerstein II              | Richard Rodgers               | Oscar Hammerstein II          |                      |
| Annie Get Your Gun                           | Herbert und Dorothy Fields        | Irving Berlin                 | Irving Berlin                 |                      |
| Lady, Be Good                                | Guy Bolton und Fred Thompson      | George und Ira Gershwin       | George und Ira Gershwin       |                      |
| 1994                                         |                                   |                               |                               |                      |
| Sweeney Todd                                 | Hugh Wheeler                      | Stephen Sondheim              | Stephen Sondheim              |                      |
| Cabaret                                      | Joe Masteroff                     | John Kander                   | Fred Ebb                      |                      |
| Grease                                       | Jim Jacobs und Warren Casey       | Jim Jacobs und Warren Casey   | Jim Jacobs und Warren Casey   |                      |
| The Beggar’s Opera                           | John Gay                          | John Gay                      | John Gay                      |                      |
| 1995                                         |                                   |                               |                               |                      |
| She Loves Me                                 | Joe Masteroff                     | Jerry Bock                    | Sheldon Harnick               |                      |
| The Card                                     | Keith Waterhouse und Willis Hall  | Tony Hatch                    | Anthony Drewe                 |                      |
| Oliver!                                      | Lionel Bart                       | Lionel Bart                   | Lionel Bart                   |                      |
| The Threepenny Opera                         | Bertolt Brecht                    | Kurt Weill                    | Bertolt Brecht                |                      |
| 1997                                         |                                   |                               |                               |                      |
| The Who’s Tommy                              | Pete Townshend und Des McAnuff    | Pete Townshend                | Pete Townshend                |                      |
| By Jeeves                                    | Alan Ayckbourn                    | Andrew Lloyd Webber           | Alan Ayckbourn                |                      |
| Jesus Christ Superstar                       | Tom O’Horgan                      | Andrew Lloyd Webber           | Tim Rice                      |                      |
| Smokey Joe’s Cafe                            | Jerry Zaks                        | Jerry Leiber und Mike Stoller | Jerry Leiber und Mike Stoller |                      |
| 1998                                         |                                   |                               |                               |                      |
| Chicago                                      | Fred Ebb und Bob Fosse            | John Kander                   | Fred Ebb                      |                      |
| Damn Yankees                                 | George Abbott und Douglass Wallop | Richard Adler                 | Jerry Ross                    |                      |
| Kiss Me, Kate                                | Samuel und Bella Spewack          | Cole Porter                   | Cole Porter                   |                      |
| 1999                                         |                                   |                               |                               |                      |
| Oklahoma!                                    | Oscar Hammerstein II              | Richard Rodgers               | Oscar Hammerstein II          |                      |
| Annie                                        | Thomas Meehan                     | Charles Strouse               | Martin Charnin                |                      |
| Into the Woods                               | James Lapine                      | Stephen Sondheim              | Stephen Sondheim              |                      |
| Show Boat                                    | Oscar Hammerstein II              | Jerome Kern                   | Oscar Hammerstein II          |                      |

### 2000–2009
| Jahr                                           | Musical                                        | Buch                                           | Musik                                          | Liedtexte                                      |
| 2000                                           |                                                |                                                |                                                |                                                |
| ---------------------------------------------- | ---------------------------------------------- | ---------------------------------------------- | ---------------------------------------------- | ---------------------------------------------- |
| 2000                                           | Candide                                        | Hugh Wheeler                                   | Leonard Bernstein                              | Richard Wilbur                                 |
| 2000                                           | A Funny Thing Happened on the Way to the Forum | Burt Shevelove und Larry Gelbart               | Stephen Sondheim                               | Stephen Sondheim                               |
| 2000                                           | Dick Whittington                               | Gillian Lynne, Stephen Clarke und Chris Walker | Gillian Lynne, Stephen Clarke und Chris Walker | Gillian Lynne, Stephen Clarke und Chris Walker |
| 2000                                           | The Pajama Game                                | George Abbott und Richard Bissell              | Richard Adler und Jerry Ross                   | Richard Adler und Jerry Ross                   |
| 2001                                           |                                                |                                                |                                                |                                                |
| Singin’ in the Rain                            | Betty Comden und Adolph Green                  | Nacio Herb Brown                               | Arthur Freed                                   |                                                |
| H.M.S. Pinafore                                | W. S. Gilbert                                  | Arthur Sullivan                                | W. S. Gilbert                                  |                                                |
| The King and I                                 | Oscar Hammerstein II                           | Richard Rodgers                                | Oscar Hammerstein II                           |                                                |
| The Mikado                                     | W. S. Gilbert                                  | Arthur Sullivan                                | W. S. Gilbert                                  |                                                |
| The Pirates of Penzance                        | W. S. Gilbert                                  | Arthur Sullivan                                | W. S. Gilbert                                  |                                                |
| 2002                                           |                                                |                                                |                                                |                                                |
| My Fair Lady                                   | Alan Jay Lerner                                | Frederick Loewe                                | Alan Jay Lerner                                |                                                |
| Kiss Me, Kate                                  | Samuel und Bella Spewack                       | Cole Porter                                    | Cole Porter                                    |                                                |
| South Pacific                                  | Oscar Hammerstein II und Joshua Logan          | Richard Rodgers                                | Oscar Hammerstein II                           |                                                |
| 2003                                           |                                                |                                                |                                                |                                                |
| Anything Goes                                  | Timothy Crouse und John Weidman                | Cole Porter                                    | Cole Porter                                    |                                                |
| Oh, What a Lovely War!                         | Joan Littlewood und Theatre Workshop           | verschiedene Künstler                          | verschiedene Künstler                          |                                                |
| 2004                                           |                                                |                                                |                                                |                                                |
| Pacific Overtures                              | John Weidman und Hugh Wheeler                  | Stephen Sondheim                               | Stephen Sondheim                               |                                                |
| High Society                                   | Arthur Kopit                                   | Cole Porter                                    | Cole Porter und Susan Birkenhead               |                                                |
| Joseph and the Amazing Technicolor Dreamcoat   | Frank Dunlop                                   | Andrew Lloyd Webber                            | Tim Rice                                       |                                                |
| Tell Me on a Sunday                            | Don Black                                      | Andrew Lloyd Webber                            | Don Black                                      |                                                |
| 2005                                           |                                                |                                                |                                                |                                                |
| Grand Hotel                                    | Luther Davis                                   | Robert Wright und George Forrest               | Robert Wright und George Forrest               |                                                |
| A Funny Thing Happened on the Way to the Forum | Burt Shevelove und Larry Gelbart               | Stephen Sondheim                               | Stephen Sondheim                               |                                                |
| Simply Heavenly                                | Langston Hughes                                | David Martin                                   | Langston Hughes                                |                                                |
| Sweeney Todd                                   | Hugh Wheeler                                   | Stephen Sondheim                               | Stephen Sondheim                               |                                                |
| 2006                                           |                                                |                                                |                                                |                                                |
| Guys and Dolls                                 | Jo Swerling und Abe Burrows                    | Frank Loesser                                  | Frank Loesser                                  |                                                |
| H.M.S. Pinafore                                | W. S. Gilbert                                  | Arthur Sullivan                                | W. S. Gilbert                                  |                                                |
| 2007                                           |                                                |                                                |                                                |                                                |
| Sunday in the Park with George                 | James Lapine                                   | Stephen Sondheim                               | Stephen Sondheim                               |                                                |
| Cabaret                                        | Joe Masteroff                                  | John Kander                                    | Fred Ebb                                       |                                                |
| Evita                                          | Tim Rice                                       | Andrew Lloyd Webber                            | Tim Rice                                       |                                                |
| The Sound of Music                             | Howard Lindsay und Russel Crouse               | Richard Rodgers                                | Oscar Hammerstein II                           |                                                |
| 2008                                           |                                                |                                                |                                                |                                                |
| The Magic Flute                                | Wolfgang Amadeus Mozart und Mark Dornford-May  | verschiedene Künstler                          | verschiedene Künstler                          |                                                |
| Fiddler on the Roof                            | Joseph Stein                                   | Jerry Bock                                     | Sheldon Harnick                                |                                                |
| Little Shop of Horrors                         | Howard Ashman                                  | Alan Menken                                    | Howard Ashman                                  |                                                |
| 2009                                           |                                                |                                                |                                                |                                                |
| La Cage aux Folles                             | Harvey Fierstein                               | Jerry Herman                                   | Jerry Herman                                   |                                                |
| Piaf                                           | Pam Gems                                       | verschiedene Künstler                          | verschiedene Künstler                          |                                                |
| Sunset Boulevard                               | Don Black und Christopher Hampton              | Andrew Lloyd Webber                            | Don Black und Christopher Hampton              |                                                |
| West Side Story                                | Arthur Laurents                                | Leonard Bernstein                              | Stephen Sondheim                               |                                                |

### 2010–2019
| Jahr                            | Musical                                              | Buch                                       | Musik                                                  | Liedtexte        |
| 2010                            |                                                      |                                            |                                                        |                  |
| ------------------------------- | ---------------------------------------------------- | ------------------------------------------ | ------------------------------------------------------ | ---------------- |
| 2010                            | Hello, Dolly!                                        | Michael Stewart                            | Jerry Herman                                           | Jerry Herman     |
| 2010                            | Annie Get Your Gun                                   | Herbert und Dorothy Fields                 | Irving Berlin                                          | Irving Berlin    |
| 2010                            | A Little Night Music                                 | Hugh Wheeler                               | Stephen Sondheim                                       | Stephen Sondheim |
| 2010                            | Oliver!                                              | Lionel Bart                                | Lionel Bart                                            | Lionel Bart      |
| 2011                            |                                                      |                                            |                                                        |                  |
| Into the Woods                  | James Lapine                                         | Stephen Sondheim                           | Stephen Sondheim                                       |                  |
| Passion                         | James Lapine                                         | Stephen Sondheim                           | Stephen Sondheim                                       |                  |
| Sweet Charity                   | Neil Simon                                           | Cy Coleman                                 | Dorothy Fields                                         |                  |
| 2012                            |                                                      |                                            |                                                        |                  |
| Crazy for You                   | Ken Ludwig                                           | George Gershwin                            | Ira Gershwin                                           |                  |
| Singin’ in the Rain             | Betty Comden und Adolph Green                        | Nacio Herb Brown                           | Arthur Freed                                           |                  |
| South Pacific                   | Oscar Hammerstein II und Joshua Logan                | Richard Rodgers                            | Oscar Hammerstein II                                   |                  |
| The Wizard of Oz                | Andrew Lloyd Webber und Jeremy Sams                  | Andrew Lloyd Webber und Harold Arlen       | Tim Rice und E. Y. Harburg                             |                  |
| 2013                            |                                                      |                                            |                                                        |                  |
| Sweeney Todd                    | Hugh Wheeler                                         | Stephen Sondheim                           | Stephen Sondheim                                       |                  |
| A Chorus Line                   | James Kirkwood, Jr. und Nicholas Dante               | Marvin Hamlisch                            | Edward Kleban                                          |                  |
| Cabaret                         | Joe Masteroff                                        | John Kander                                | Fred Ebb                                               |                  |
| Kiss Me, Kate                   | Samuel und Bella Spewack                             | Cole Porter                                | Cole Porter                                            |                  |
| 2014                            |                                                      |                                            |                                                        |                  |
| Merrily We Roll Along           | George Furth                                         | Stephen Sondheim                           | Stephen Sondheim                                       |                  |
| The Sound of Music              | Howard Lindsay und Russel Crouse                     | Richard Rodgers                            | Oscar Hammerstein II                                   |                  |
| Tell Me on a Sunday             | Don Black                                            | Andrew Lloyd Webber                        | Don Black                                              |                  |
| 2015                            |                                                      |                                            |                                                        |                  |
| City of Angels                  | Larry Gelbart                                        | Cy Coleman                                 | David Zippel                                           |                  |
| Cats                            | T. S. Eliot                                          | Andrew Lloyd Webber                        | T. S. Eliot, sowie von Trevor Nunn und Richard Stilgoe |                  |
| Miss Saigon                     | Alain Boublil und Claude-Michel Schönberg            | Claude-Michel Schönberg                    | Alain Boublil und Richard Maltby, Jr.                  |                  |
| Porgy and Bess                  | Dorothy Heyward, DuBose Heyward und Suzan-Lori Parks | George Gershwin und Diedre Murray          | Dorothy Heyward, DuBose Heyward und Ira Gershwin       |                  |
| 2016                            |                                                      |                                            |                                                        |                  |
| Gypsy                           | Arthur Laurents                                      | Jule Styne                                 | Stephen Sondheim                                       |                  |
| Bugsy Malone                    | Alan Parker                                          | Paul Williams                              | Paul Williams                                          |                  |
| Guys and Dolls                  | Jo Swerling und Abe Burrows                          | Frank Loesser                              | Frank Loesser                                          |                  |
| Seven Brides for Seven Brothers | Lawrence Kasha und David Landay                      | Gene de Paul, Al Kasha und Joel Hirschhorn | Johnny Mercer, Al Kasha und Joel Hirschhorn            |                  |
| 2017                            |                                                      |                                            |                                                        |                  |
| Jesus Christ Superstar          | Tim Rice                                             | Andrew Lloyd Webber                        | Tim Rice                                               |                  |
| Funny Girl                      | Isobel Lennart                                       | Jule Styne                                 | Bob Merrill                                            |                  |
| Show Boat                       | Oscar Hammerstein II                                 | Jerome Kern                                | Oscar Hammerstein II und P. G. Wodehouse               |                  |
| Sunset Boulevard                | Don Black und Christopher Hampton                    | Andrew Lloyd Webber                        | Don Black und Christopher Hampton                      |                  |
| 2018                            |                                                      |                                            |                                                        |                  |
| Follies                         | James Goldman                                        | Stephen Sondheim                           | Stephen Sondheim                                       |                  |
| 42nd Street                     | Michael Stewart und Mark Bramble                     | Harry Warren                               | Al Dubin und Johnny Mercer                             |                  |
| On the Town                     | Betty Comden und Adolph Green                        | Leonard Bernstein                          | Betty Comden und Adolph Green                          |                  |
| 2019                            |                                                      |                                            |                                                        |                  |
| Company                         | George Furth                                         | Stephen Sondheim                           | Stephen Sondheim                                       |                  |
| Caroline, or Change             | Tony Kushner                                         | Jeanine Tesori                             | Tony Kushner                                           |                  |
| The King and I                  | Oscar Hammerstein II                                 | Richard Rodgers                            | Oscar Hammerstein II                                   |                  |

### Seit 2020
| Jahr             | Musical                                                                                    | Buch                | Musik                                                   | Liedtexte                                               |
| 2020             |                                                                                            |                     |                                                         |                                                         |
| ---------------- | ------------------------------------------------------------------------------------------ | ------------------- | ------------------------------------------------------- | ------------------------------------------------------- |
| 2020             | Fiddler on the Roof                                                                        | Joseph Stein        | Jerry Bock                                              | Sheldon Harnick                                         |
| 2020             | Evita                                                                                      | Tim Rice            | Andrew Lloyd Webber                                     | Tim Rice                                                |
| 2020             | Joseph and the Amazing Technicolor Dreamcoat                                               | Tim Rice            | Andrew Lloyd Webber                                     | Tim Rice                                                |
| 2020             | Mary Poppins                                                                               | Julian Fellowes     | Richard M. Sherman, Robert B. Sherman und George Stiles | Richard M. Sherman, Robert B. Sherman und Anthony Drewe |
| 2021/2022        |                                                                                            |                     |                                                         |                                                         |
| Cabaret          | Joe Masteroff                                                                              | John Kander         | Fred Ebb                                                |                                                         |
| Anything Goes    | Guy Bolton, Russel Crouse, Timothy Crouse, Howard Lindsay, John Weidman und P.G. Wodehouse | Cole Porter         | Cole Porter                                             |                                                         |
| Spring Awakening | Steven Sater                                                                               | Duncan Sheik        | Steven Sater                                            |                                                         |
| 2023             |                                                                                            |                     |                                                         |                                                         |
| Oklahoma         | Oscar Hammerstein II                                                                       | Richard Rodgers     | Oscar Hammerstein II                                    |                                                         |
| My Fair Lady     | Alan Jay Lerner                                                                            | Frederick Loewe     | Alan Jay Lerner                                         |                                                         |
| Sister Act       | Bill Steinkellner und Cheri Steinkellner                                                   | Alan Menken         | Glenn Slater                                            |                                                         |
| South Pacific    | Oscar Hammerstein II & Joshua Logan                                                        | Richard Rodgers     | Oscar Hammerstein II                                    |                                                         |
| 2024             |                                                                                            |                     |                                                         |                                                         |
| Sunset Boulevard | Don Black, Christopher Hampton                                                             | Andrew Lloyd Webber | Don Black, Christopher Hampton                          |                                                         |
| Groundhog Day    | Danny Rubin                                                                                | Tim Minchin         | Tim Minchin                                             |                                                         |
| Guys and Dolls   | Abe Burrows und Jo Swerling                                                                | Frank Loesser       | Frank Loesser                                           |                                                         |
| Hadestown        | Anaïs Mitchell                                                                             | Anaïs Mitchell      | Anaïs Mitchell                                          |                                                         |

## Statistik

### Gewinne
- 2 Gewinne: Sweeney Todd

### Nominierungen
- 4 Nominierungen: Cabaret
- 3 Nominierungen: Joseph and the Amazing Technicolor Dreamcoat, Kiss Me Kate, Show Boat und Sweeney Todd
- 2 Nominierungen: Annie Get Your Gun, Anything Goes, Evita, Fiddler on the Roof, A Funny Thing Happened on the Way to the Forum, Guys and Dolls, H.M.S. Pinafore, Into the Woods, Jesus Christ Superstar, The King and I, Oliver!, Singin’ in the Rain, The Sound of Music, South Pacific, Sunset Boulevard und Tell Me on a Sunday